# 富州 (江西)
富州，中国元朝时设置的州。
富州本是富城县，又称丰城县。唐朝由丰水之西改治章水东。宋朝丰城县属隆兴府。元世祖至元十九年（1282年）丰城县隶皇太子位。至元二十三年（1286年）元朝升丰城县置富州，属江西行省龙兴路。治今江西省丰城市。明太祖洪武二年（1369年）明朝废除富州，降为丰城县。